# Bônus de guerra

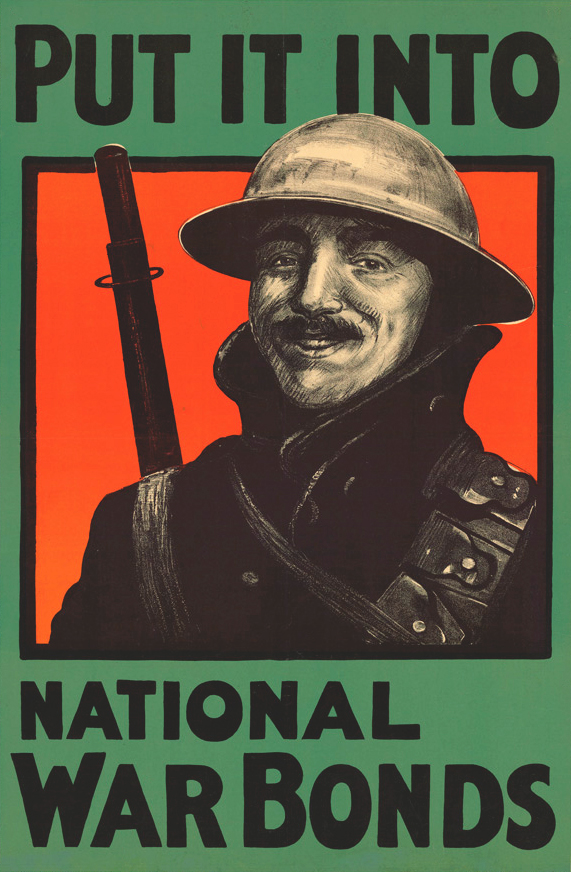
Propaganda de bônus de guerra nacional do Reino Unido (1918)

Bônus de guerra são títulos de dívida emitidos por um governo para financiar operações militares e outras despesas em tempos de guerra sem aumentar os impostos a um nível impopular. Eles também são um meio de controlar a inflação, removendo o dinheiro da circulação em uma economia estimulada em tempos de guerra. Os títulos de guerra são títulos de varejo comercializados diretamente ao público ou títulos de atacado negociados no mercado de ações. Exortações para comprar títulos de guerra muitas vezes foram acompanhadas por apelos ao patriotismo e à consciência. Os títulos de guerra de varejo, como outros títulos de varejo, tendem a ter um rendimento inferior ao oferecido pelo mercado e são frequentemente disponibilizados em uma ampla gama de denominações para torná-los acessíveis a todos os cidadãos.

## Por que títulos e não impostos?
Os títulos são uma alternativa para o financiamento da atividade bélica. Outra fonte de financiamento são os impostos. Muitos governos e economistas preferem títulos a impostos para atrasar o pagamento.